# قطعنامه ۳۹۸ شورای امنیت
قطعنامه ۳۹۸ شورای امنیت سازمان ملل متحد که در تاریخ ۳۰ نوامبر ۱۹۷۶ تصویب شد، سندی بین‌المللی دربارهٔ اسرائیل-جمهوری عربی سوریه است. این قطعنامه طی نشست ۱٬۹۷۵ام با ۱۲ موافق، ۰ مخالف و ۰ ممتنع تصویب شد.